# 堤維德岬
堤維德岬（Tweed Heads）是座位於澳大利亞新南威爾士州最北部的城鎮；人文上，與昆士蘭州的黃金海岸比鄰發展，觀光收入頗豐。由於比較起來，黃金海岸是座國際遊客趨之若鶩的觀光大城，所以希望在人潮以外單純休憩，又想享受和黃金海岸一樣風光的旅客則喜歡前來堤維德岬渡假。
2006年人口有51,788，2021年統計有63,721人；人口正逐漸增加中。

## 外部連結
- 堤維德郡政府 （页面存档备份，存于）